# Сатинский сельсовет
Сатинский сельсовет — муниципальное образование со статусом сельского поселения в Сампурском районе Тамбовской области.
Административный центр — посёлок Сатинка.

## История
В соответствии с Законом Тамбовской области от 17 сентября 2004 года № 232-З установлены границы муниципального образования и статус сельсовета как сельского поселения.
В соответствии с Законом Тамбовской области от 8 ноября 2010 года № 702-З в состав сельсовета включён упразднённый Периксинский сельсовет. 
В соответствии с Законом Тамбовской области от 24 мая 2013 года № 271-З в состав сельсовета включён упразднённый Медненский сельсовет.

## Население
| 2010  | 2012  | 2013  | 2014  | 2015  | 2016  | 2017  |
| ----- | ----- | ----- | ----- | ----- | ----- | ----- |
| 4837  | ↗5340 | ↘5226 | ↗5668 | ↘5568 | ↘5419 | ↘5321 |
| 2018  | 2019  | 2020  | 2021  |       |       |       |
| ↘5253 | ↘5107 | ↘5049 | ↗5331 |       |       |       |

## Состав сельского поселения
| №  | Населённый пункт    | Тип населённого пункта          | Население |
| -- | ------------------- | ------------------------------- | --------- |
| 1  | Александро-Павловка | деревня                         | 73        |
| 2  | Андреевка           | деревня                         | 6         |
| 3  | Берёзовка           | деревня                         | 5         |
| 4  | Дмитриевка          | деревня                         | 340       |
| 5  | Кензарь-Бабино      | деревня                         | 9         |
| 6  | Медное              | село                            | 425       |
| 7  | Осино-Лазовка       | село                            | 250       |
| 8  | Перикса             | село                            | 692       |
| 9  | Петровка            | село                            | 594       |
| 10 | Сатинка             | посёлок, административный центр | ↘3301     |
| 11 | Солонцовка          | деревня                         | 80        |

### Упразднённые населённые пункты
Козелец — упразднённая в 2003 году деревня.